# Test Jarque’a-Bery
Test Jarque’a-Bery – test statystyczny służący do badania normalności (tzn. zgodności z rozkładem normalnym) populacji, z której pochodzi próba losowa. Typowym przykładem jest badanie normalności zakłócenia losowego w regresji liniowej szacowanej metodą największych kwadratów przy wykorzystaniu reszt modelu.
Test Jarque’a-Bery oparty jest na miarach skośności i kurtozy rozkładu badanej zmiennej. Hipotezą zerową w teście jest normalność badanego rozkładu.
Statystyka testowa (JB) jest zdefiniowana w następujący sposób:
{\displaystyle {\mathit {JB}}={\frac {n}{6}}\left(S^{2}+{\frac {1}{4}}(K-3)^{2}\right),}
gdzie n to liczba obserwacji, zaś S i K to odpowiednio skośność i kurtoza w próbie wyznaczone według poniższych wzorów:
{\displaystyle S={\frac {{\frac {1}{n}}\sum _{i=1}^{n}(x_{i}-{\bar {x}})^{3}}{\left({\frac {1}{n}}\sum _{i=1}^{n}(x_{i}-{\bar {x}})^{2}\right)^{3/2}}}}
{\displaystyle K={\frac {{\frac {1}{n}}\sum _{i=1}^{n}(x_{i}-{\bar {x}})^{4}}{\left({\frac {1}{n}}\sum _{i=1}^{n}(x_{i}-{\bar {x}})^{2}\right)^{2}}}}
Jeżeli próba pochodzi z rozkładu normalnego, to statystyka JB ma asymptotyczny rozkład chi-kwadrat o dwóch stopniach swobody.